# چیکاماتسو مونزائمون
چیکاماتسو مونزائمون (انگلیسی: Chikamatsu Monzaemon؛ زاده ۱۶۵۳ درگذشته ۶ ژانویهٔ ۱۷۲۵) یک نمایش‌نامه‌نویس اهل ژاپن بود.

## ترجمه آثار به فارسی
«چهار نمایشنامه عروسکی ژاپنی» از وی، عنوان کتاب نهم از مجموعه «جامانده‌ها» است که با ترجمه مریم دادخواه منتشر شده است. این کتاب شامل چهار نمایشنامه با نام‌های «خودکشی‌های عاشقانه در سونزاکی» (1703 The Love Suicides at Sonezaki)، «نبردهای کوکزینگا» (1715 The Battles of Coxinga)، «کاج افتاده» (1718 The Uprooted Pine) و «خودکشی‌های عاشقانه در آمیجیما» (1720 The Love Suicides at Amijima) است که در شمار مهم‌ترین نمایشنامه‌های چیکاماتسو به شمار می‌روند. به‌جز نمایشنامه‌ها، مقاله‌ای هم از دانلد کین با نام «شکوفه‌های درخت گیلاس» به پیوست کتاب به چاپ رسیده است. دانلد کین در این مقاله به این مسئله اشاره می‌کند که در اواخر قرن‌نوزدهم، وقتی ژاپنی‌ها برای اولین‌بار با دستاوردهای ادبیات غرب آشنا شدند، در تکاپوی کشف یک شکسپیر ژاپنی افتادند و بعد متفق‌القول چیکاماتسو مونزائمون را انتخاب کردند. اما این همانندسازی خوانندگان غربی را ناامید کرد چرا که هیچ‌گاه شکسپیر دومی وجود نداشته است. اما با این حال، چیکاماتسو در نمایشنامه‌هایش تلاش دارد تصویری درخشان از دوران بی‌نظیر ژاپن را نشان دهد و متن‌های او از این حیث که اولین تراژدی‌های مهم در مورد مردم عادی هستند، اهمیت خاصی میان درام‌های جهان دارند. مقاله نشان می‌دهد که مقایسه میان نمایشنامه‌های چیکاماتسو با متن‌های نویسندگان غربی کاری بیهوده است و شاید مهم‌ترین دلیل آن هم، جدایی سرزمین او از دیگر نقاط دنیا بوده باشد. چیکاماتسو صرفاً یک هنرمند ماهر در تئاتر عروسکی نبوده است و او به‌ویژه در تراژدی‌های خانگی‌اش، نشان می‌دهد که در ریزه‌کاری‌ها و تخیل، هنرمند است.